# Grand Theft Auto Online
Grand Theft Auto Online (сокр. GTA Online) — многопользовательская компьютерная игра в жанре action-adventure с открытым миром, разработанная Rockstar North и изданная Rockstar Games. Игра стала доступна для PlayStation 3 и Xbox 360 1 октября 2013 года в качестве бесплатного дополнения к Grand Theft Auto V. Для PlayStation 4 и Xbox One мультиплеерный режим стал доступен сразу с выходом на этих платформах — 18 ноября 2014 года, а для ПК — 14 апреля 2015 года, вместе с выходом GTA V для Windows.
16 декабря 2021 года была прекращена поддержка версии GTA Online для PlayStation 3 и Xbox 360.
15 марта 2022 года GTA Online вышла в качестве самостоятельной игры для PlayStation 5 и Xbox Series X/S.
4 марта 2025 года была выпущена обновлённая версия GTA V для Windows. Изменения коснулись и онлайн-режима. Была добавлена трассировка лучей и поддержка других современных технологий.

## Игровой процесс

### Основы
Игровой процесс Grand Theft Auto Online опирается на основные механики одиночной кампании Grand Theft Auto V: игрок может свободно перемещаться в открытом мире («свободный режим»), участвовать в его активностях (особые/случайные события, работа босса, бизнес-схватки, бизнес шефа, контракты мотоклуба), изменять внешность персонажа (одевать, менять причёску, наносить татуировки и макияж), покупать недвижимое (квартиры, бункеры, ангары, предприятия, активы) и движимое имущество (различные виды транспорта и техники), повышать характеристики своего персонажа (навыки вождения, скрытности, выносливости), пополнять арсенал (состоящий из огнестрельного, холодного, метательного и других видов оружия, а также боеприпасов).
Игровой мир разделён на игровые сеансы (сессии): в «свободном режиме» количество игроков может достигать 30, когда как в отдельных заданиях (ограблениях, перестрелках, гонках, заданиях знакомых и других типах дел) количество свободных мест обычно не превышает 4—16. Многие игровые режимы поддерживают одиночное прохождение. Для игроков, не желающих конфликтовать с другими игроками в «свободном режиме», предусмотрен «пассивный режим» — состояние, в котором нельзя атаковать других игроков и вместе с тем получать от них урон.
Изначально (в версиях игры для PlayStation 3/4, Xbox 360/One и ПК) игроку в первую очередь предлагалось создать персонажа, настроив его внешность и характеристики, а затем пройти краткое обучение, состоящее из демонстрации основных игровых механик: поучаствовать в гонке, пройти задание знакомого, ограбить магазин, угнать транспорт с улицы и присвоить его. Персонаж игрока представал интернет-другом гангстера Ламара, только что прибывшим в Лос-Сантос по его приглашению. В ходе обучения и по мере повышения уровня игрок знакомился с основными персонажами игры (уже знакомыми по сюжетному режиму GTA V): Симоном, Лестером, Тревором, Мартином Мадрасо и прочими.
В обновлённой версии GTA Online (для PlayStation 5 и Xbox Series X/S) игроку предлагается на выбор 4 вида «карьеры персонажа»: байкера, шефа, владельца ночного клуба или торговца оружием. Каждый из вариантов позволяет приобрести соответствующее выбранной роли имущество (недвижимость и активы), транспорт и оружие на сумму до 4 000 000 долларов GTA. После создания персонаж освобождается из полицейского участка, игроку становится доступно обновлённое обучение, демонстрирующее основные механики выбранной карьеры, появившиеся в различных обновлениях уже после релиза оригинальной GTA Online.

### Прогресс
Основные показатели прогресса в GTA Online — игровой уровень и количество денег. Уровень повышается, когда игрок набирает определённое количество RP (очков репутации), заработать которые позволяет практически любое игровое занятие. Каждый новый достигнутый уровень (вплоть до 135) открывает доступ к новому оружию, одежде, модификациям транспорта или оружия, а также другим игровым предметам и функциям. Впрочем, большая часть контента, добавленного в обновлениях (оружие, транспорт, игровые режимы), не имеет строгих ограничений по уровню.
Деньги игрок зарабатывает на заданиях, в соревнованиях, в ходе ограблений, занятия бизнесом и других видах игровой активности. Также существует возможность выиграть деньги (фишки) в казино или на ставках. Дополнительно Rockstar Games предлагает в качестве платёжного средства карты «Акула» — вид микротранзакций, пополняющий счёт игрока на сумму вплоть до 8 000 000 долларов GTA в обмен на реальные деньги.
В обновлении «Битва на арене» (декабрь 2018) была добавлена шкала прогресса, доступная владельцам мастерской «арены Maze Bank», — спонсорский уровень арены. Уровень повышается, когда игрок зарабатывает определённое количество AP (очков арены), играя в режимы «Битвы на арене». Каждый новый уровень случайным образом открывает скидки на одежду из обновления или оптовые цены на транспорт арены. По достижении определённых спонсорских уровней (вплоть до 1000) игроку выдаётся доступ к такси с уникальной раскраской, бульдозеру, клоунскому фургону и другим образцам уникального транспорта, которыми невозможно завладеть иными способами.
В обновлении «Тюнинг в Лос-Сантосе» (июль 2021) была добавлена шкала репутации автоклуба Лос-Сантоса. Уровень репутации автоклуба повышается, когда игрок зарабатывает определённое количество очков репутации, участвуя в уличных гонках, экспортируя редкий транспорт или просто посещая автоклуб ЛС. Каждый новый уровень (вплоть до 1000) случайным образом открывает одежду или модификации транспорта, доступные в автоклубе, а также даёт временные скидки на транспорт. По достижении каждого 5-го уровня репутации (вплоть до 75) открывается оптовая цена на один из автомобилей обновления «Тюнинг в Лос-Сантосе».

### Игровые режимы
В оригинальной версии GTA Online 2013 года игрокам были доступны, в основном, традиционные многопользовательские игровые режимы:
- задания знакомых (миссии);
- перестрелки;
- гонки (включая GTA-гонки с использованием оружия);
- выживания;
- парашютизм;
- противостояния.

Дальнейшие обновления добавили в игру такие режимы, как «Захват» (аналог захвата флага и других предметов), «Команда уцелевших» (перестрелка с одной жизнью) и «Противоборство» (противостояние нескольких команд с определёнными правилами и целями). В марте 2015 года вышло горячо ожидаемое игроками обновление «Ограбления», добавившее в игру 5 кооперативных ограблений, состоящих из нескольких подготовительных заданий и финальной стадии (во многом напоминающих сюжетные ограбления из сюжетной кампании GTA V). В июле 2016 года в игру были добавлены «Каскадёрские гонки» — гоночный режим, вдохновлённый TrackMania. В дальнейшем на их основе были созданы похожие гоночные режимы: «Гонки-трансформации», «Гонки на спецтранспорте», «Трасса Hotring» и другие. В декабре 2018 года с выходом одноимённого обновления был представлен режим «Битва на арене» — фантасмагоричные PvP-схватки для транспорта в стиле «Безумного Макса».

### Ограбления
В декабре 2013 года разработчики пообещали, что уже в грядущем году в GTA Online появятся кооперативные ограбления. На деле же обновление «Ограбления» было выпущено только 10 марта 2015 года, что, впрочем, не помешало ему заслужить высокие оценки критиков и долгоиграющую популярность среди игроков. Добавленные в онлайн-режим ограбления своей многоэтапностью напоминали грабежи из сюжетного режима GTA V: игроки знакомились с планом дела, выполняли подготовительные задания, чтобы добыть всё необходимое, и только после этого приступали к финальной стадии. В отличие от сюжетного режима, хост должен был вложить в организацию ограбления собственные средства, но вместе с тем именно ему предстояло распределить финальную долю между игроками.
Всего в обновлении было представлено 5 ограблений:
1. «Ограбление Fleeca» — ознакомительное ограбление небольшого банка для 2 игроков. Два подготовительных задания и финал с кушем в 250 250 $;
2. «Побег из тюрьмы» — операция по вызволению профессора Максима Рашковского из тюрьмы для 4 игроков. Четыре подготовительных задания и итоговый побег с кушем в 875 000 $;
3. «Налёт на Humane Labs» — операция по похищению данных из лаборатории Humane Labs для 4 игроков. Пять подготовительных заданий и итоговая операция с оплатой в 1 181 500 $;
4. «Первичное финансирование» — операция по краже наркотиков для предприятия Тревора Филипса для 4 игроков. Пять подготовительных заданий и итоговая доставка с оплатой в 883 750 $;
5. «Ограбление Pacific Standard» — ограбление большого банка в Вайнвуде для 4 игроков. Пять подготовительных заданий и ограбление с кушем в 1 875 000 $.

После выхода в 2015 году ограблений для GTA Online разработчики заявляли, что не собираются выпускать новые в ближайшее время, ссылаясь на трудозатратность разработки обновлений такого масштаба. Тем не менее, в конце 2017 года было выпущено «Ограбление „Судный день“» — обновление, добавившее в игру новое крупное ограбление на тему конца света, состоящее из трёх актов. В отличие от оригинальных ограблений, в «Судном дне» перед началом подготовительных заданий требовалось добыть в «свободном режиме» соответствующее оснащение, а в самих заданиях и финальных стадиях ограбления могли участвовать от 2 до 4 игроков, но структура каждого из актов оставалась аналогичной оригинальным ограблениям:
1. «Утечка данных» — поиск данных о трёх хакерских атаках, которым подверглось правительство США. По три подготовительных/предварительных задания и финальная защита базы ЦУР от нападения наёмников с оплатой в 1 218 750 $;
2. «Операция „Богдан“» — устранение вражеских агентов на территории Сан-Андреаса. Четыре подготовительных, пять предварительных заданий и финальная атака на подводную лодку агента под кодовым именем Богдан с оплатой в 1 781 250 $;
3. «Сценарий „Судного дня“» — спасение агентов ЦУР[21] и предотвращение судного дня. Пять подготовительных, шесть предварительных заданий и финальный штурм базы Эйвона Герца с оплатой в 2 250 000 $.

В декабре 2019 года было выпущено обновление «Ограбление казино Diamond», в котором игрокам предлагалось ограбить под руководством Лестера Креста казино-отель Diamond. Аналогично прототипам из сюжетного режима GTA V, ограбление казино могло быть выполнено тремя различными путями: скрытно, обманом или штурмом. Другой штрих, отсылающий к сюжетным ограблениям, — возможность выбрать членов команды: оружейника, водителя и хакера. Особенность ограбления казино — четыре возможных цели (деньги, картины, золото и алмазы), определяемые случайным образом в ходе разведки, а также необязательные цели, которые могут быть найдены в ходе его финала. Новое ограбление лишилось подготовительных заданий в отдельных сессиях, однако игрокам всё ещё предстояло добыть в свободном режиме оснащение (транспорт, оружие, взрывчатку и прочее), соответствующее выбранному стилю грабежа. Итоговое ограбление рассчитано на 2—4 игроков, финальный куш может достигать почти 4 000 000 долларов GTA.
В декабре 2020 года вышло обновление «Ограбление Кайо-Перико», добавившее в игру ограбление особняка наркобарона Эль-Рубио на совершенно новой территории — тропическом острове Кайо-Перико. Оно стало первым ограблением GTA Online, которое можно целиком пройти в одиночку. В начале ограбления игрок должен посетить остров и разведать обстановку: найти точки проникновения, определить главную (облигации, бутылка текилы, розовый алмаз, ожерелье, статуя пантеры, а в первый раз — компромат на картель Мадрасо) и второстепенные (наркотики, деньги, картины, золото) цели, обнаружить объекты маскировки и полезное для финального ограбления снаряжение. Главная особенность ограбления Кайо-Перико — полная свобода действий на финальном этапе: можно без предварительного выверенного плана проникнуть в особняк по-тихому, через забор или подводный туннель, скрытно, выдав себя за охрану, или же громко — взорвав ворота; план можно менять на ходу в зависимости от ситуации, главная задача — добыть и вывезти с острова основную цель. Итоговое ограбление рассчитано на 1—4 игроков, финальный куш может достигать 4 200 000 долларов GTA.

## Разработка и дальнейшая поддержка
GTA Online была выпущена для PlayStation 3 и Xbox 360 1 октября 2013 года — через две недели после выхода Grand Theft Auto V на этих платформах. В первые дни игроки столкнулись с большим количеством проблем, связанных с подключением к сетевой игре, и пропажей прогресса персонажей. К концу года проблемы были разрешены, а Rockstar Games принесла извинения и пообещала компенсацию для всех игроков.
В декабре 2013 года разработчики пообещали, что для сетевого режима будет регулярно выпускаться бесплатный дополнительный контент. Первое время для игры выходили небольшие тематические наборы контента: оружие, одежда, транспорт, новые миссии, перестрелки и гонки. Первым действительно крупным стало обновление «Ограбления», вышедшее в марте 2015 года. В июне 2016 года вышло обновление «Новые приключения бандитов и мошенников», ставшее первым из серии дополнений о развитии собственного бизнеса игрока. Под конец 2017 года вышло «Ограбление „Судный день“» — крупное обновление, добавившее в игру масштабное ограбление из трёх актов. Через два года традиция выпуска нового ограбления к конце года повторилась — в декабре 2019 года вышло «Ограбление казино Diamond», а ещё через год — «Ограбление Кайо-Перико».
В сентябре 2015 года вышло сообщение о том, что игра на консолях PlayStation 3 и Xbox 360 больше не будет обновляться в связи с техническими ограничениями устаревших платформ. Последним обновлением для этих консолей стали «Грязные деньги: часть 2».
17 сентября 2024 года на 11 годовщину со дня выхода GTA V в онлайн-режим был добавлен античит BattlEye для борьбы с нечестными игроками.
4 марта 2025 года была выпущена обновлённая версия GTA V для Windows. Изменения коснулись и онлайн-режима. Была добавлена поддержка технологий апскейлинга AMD FSR1, FSR3 и NVIDIA DLSS 3. В игре появилась трассировка лучей, что обеспечило улучшенные эффекты освещения и теней. Игра стала поддерживать геймпад DualSense и технологии Dolby Atmos, стала быстрее загружаться, а её размер уменьшился. В обновлённой версии появился контент, который ранее был эксклюзивным для PlayStation 5 и Xbox Series X/S (животные, автомастерская Хао). Старая версия игры (Legacy) и новая (Enhanced) теперь существуют параллельно, но игроки, имеющие разные версии игры, играть вместе в онлайн-режиме не могут.

## Дополнительный контент
Разработчики вскоре после выхода игры пообещали, что для Grand Theft Auto Online будут регулярно выпускаться бесплатные обновления. На начало 2022 года число обновлений превышает 40.
| Дата выхода                                                                             | Название                                            | Оригинальное название                               | Краткое описание | Источник                                            |
| Первоначально вышедшие для PlayStation 3 и Xbox 360                                     | Первоначально вышедшие для PlayStation 3 и Xbox 360 | Первоначально вышедшие для PlayStation 3 и Xbox 360 | Первоначально вышедшие для PlayStation 3 и Xbox 360 | Первоначально вышедшие для PlayStation 3 и Xbox 360 |
| --------------------------------------------------------------------------------------- | --------------------------------------------------- | --------------------------------------------------- | --- | --------------------------------------------------- |
| 19 ноября 2013                                                                          | Пляжный бездельник                                  | The Beach Bum Update                                | В игру добавлены новые задания и вещи на пляжную тематику. | [ 39 ] [ 40 ]                                       |
| 11 декабря 2013                                                                         | Deathmatch & Race Creators                          | Deathmatch & Race Creators                          | В игру добавлен редактор, который позволяет создавать свои задания в режимах deathmatch и гонки. | [ 41 ]                                              |
| 17 декабря 2013                                                                         | Захват                                              | Capture                                             | В игру добавлен режим «Захват флага». | [ 42 ]                                              |
| 24 декабря 2013                                                                         | Праздничные подарки                                 | Holiday Gifts                                       | В игру добавлен снег и предметы новогодней и рождественской тематик. Обновление было временным и работало до 5 января. | [ 43 ]                                              |
| 13 февраля 2014                                                                         | Бойня в День святого Валентина                      | Valentine’s Day Massacre Special                    | Одежда, оружие и автомобили в стиле гангстеров 1920-30-х годов. Обновление действовало до начала марта. | [ 44 ]                                              |
| 4 марта 2014                                                                            | Бизнес                                              | The Business Update                                 | Новые дела и транспортные средства. | [ 45 ]                                              |
| 11 апреля 2014                                                                          | Редактор «Захватов»                                 | The Capture Creator                                 | В редакторе появилась возможность создавать свои собственные задания в режиме «Захват». | [ 46 ]                                              |
| 13 мая 2014                                                                             | Высший свет                                         | The High Life Update                                | В игру добавлены новые задания знакомых, а также новые объекты недвижимости, автомобили, одежда и оружие. Появилась характеристика персонажа под названием «психика», которая отображает уровень агрессивности игрока. | [ 47 ]                                              |
| 17 июня 2014                                                                            | Я не хипстер                                        | The «I’m Not a Hipster» Update                      | В игру добавлены вещи в стиле хипстеров, а также несколько видов ретро автомобилей и оружия. | [ 48 ] [ 49 ]                                       |
| 1 июля 2014                                                                             | День независимости                                  | The Independence Day Special                        | Обновление в честь Дня независимости. Добавлен мотоцикл в расцветке американского флага и монстр-трак. Добавлен также мушкет времён Войны за независимость и ракетница для запуска фейерверков. Контент действовал ограниченное время. | [ 50 ] [ 51 ]                                       |
| 19 августа 2014                                                                         | Лётная школа Сан-Андреаса                           | The San Andreas Flight School Update                | В игру добавлена лётная школа и сопутствующий контент. | [ 52 ] [ 53 ]                                       |
| 2 октября 2014                                                                          | Команда уцелевших                                   | The Last Team Standing Update                       | Добавлено несколько новых транспортных средств и возможность создавать в редакторе задания в режиме «Команда уцелевших». В этом режиме нельзя возрождаться и каждый игрок имеет только одну жизнь. | [ 54 ] [ 55 ]                                       |
| Первоначально вышедшие для PlayStation 3, PlayStation 4, Xbox 360 и Xbox One            |                                                     |                                                     | |                                                     |
| 18 декабря 2014                                                                         | Праздничный сюрприз                                 | Festive Surprise                                    | Рождественское обновление. Помимо праздничных подарков в игру было добавлено несколько новых автомобилей. | [ 56 ] [ 57 ]                                       |
| 10 марта 2015                                                                           | Ограбления                                          | Heists                                              | В игру добавлена серия заданий связанных с ограблениями, а также множество новых транспортных средств, оружия и предметов одежды. | [ 58 ]                                              |
| Первоначально вышедшие для PlayStation 3, PlayStation 4, Xbox 360, Xbox One и ПК        |                                                     |                                                     | |                                                     |
| 10 июня 2015                                                                            | Грязные деньги: часть 1                             | The Ill-Gotten Gains Part Update Part One           | Новые транспортные средства, предметы одежды и оружие. | [ 59 ]                                              |
| 8 июля 2015                                                                             | Грязные деньги: часть 2                             | The Ill-Gotten Gains Part Update Part Two           | Добавлены автомобили и оружие. Радиостанция The Lab, ранее эксклюзивная для ПК-версии игры, стала доступна и на консолях. Это было последнее обновление доступное для Xbox 360 и PlayStation 3. | [ 36 ] [ 60 ]                                       |
| Первоначально вышедшие для PlayStation 4, Xbox One и ПК                                 |                                                     |                                                     | |                                                     |
| 15 сентября 2015                                                                        | Особые события в свободном режиме                   | The Freemode Events Update                          | Добавлено множество различных событий для свободного режима. Редактор заданий теперь становится доступным и на консолях Xbox One и PlayStation 4. | [ 61 ] [ 62 ]                                       |
| 20 октября 2015                                                                         | Лоурайдеры                                          | Lowriders                                           | Добавлены задания от Ламара на лоурайдерскую тему. Добавлены соответствующие автомобили. Открылась автомастерская Бенни с новыми возможностями для тюнинга. | [ 63 ] [ 64 ]                                       |
| 29 октября 2015                                                                         | Сюрприз на Хэллоуин                                 | Halloween Surprise Special                          | Добавление тематических вещей в честь Хэллоуина. Обновление действовало ограниченное время. | [ 65 ] [ 66 ]                                       |
| 15 декабря 2015                                                                         | Большие люди и другие бандиты                       | Executives and Other Criminals                      | Появилась возможность стать главой преступной организации и нанимать других игроков. Добавлены яхты, дорогая роскошная недвижимость и новые транспортные средства. | [ 67 ] [ 68 ]                                       |
| 21 декабря 2015                                                                         | Праздничный сюрприз 2015                            | Festive Surprise 2015                               | Очередное рождественское обновление. Помимо вещей из прошлогодних подобных обновлений добавлены и новые предметы. | [ 69 ] [ 70 ]                                       |
| 28 января 2016                                                                          | Январское обновление 2016                           | January 2016 Update                                 | Новый режим «Зона десантирования» и новые детали для тюнинга для гоночных машин Sultan и Banshee. | [ 72 ] [ 73 ]                                       |
| 10 февраля 2016                                                                         | День святого Валентина                              | Be My Valentine                                     | Одежда, оружие и автомобили в стиле гангстеров 1920—30-х годов. | [ 74 ] [ 75 ]                                       |
| 15 марта 2016                                                                           | Лоурайдеры: классика на заказ                       | Lowriders: Custom Classics                          | Новые возможности для тюнинга автомобилей в мастерской Бенни. Новый режим противоборства «Сумо». | [ 76 ] [ 77 ]                                       |
| 7 июня 2016                                                                             | Новые приключения бандитов и мошенников             | Further Adventures in Finance and Felony            | В качестве шефа преступной организации игрок теперь может купить офис и начать торговлю контрабандными товарами. Для чего также потребуется покупка склада. | [ 78 ] [ 79 ]                                       |
| 12 июля 2016                                                                            | Лихачи и трюкачи                                    | Cunning Stunts                                      | Добавлено 13 новых транспортных средств и 16 каскадёрских гонок. | [ 80 ] [ 81 ]                                       |
| 4 октября 2016                                                                          | Байкеры                                             | Bikers                                              | Появилась возможность создать байкерский клуб и заняться одним из пяти видов незаконного бизнеса. Добавлены новые мотоциклы и режим «Дедлайн» в стиле фильма «Трон: Наследие». | [ 82 ] [ 83 ] [ 84 ]                                |
| 13 декабря 2016                                                                         | Импорт/Экспорт                                      | Import/Export                                       | Дополнение к обновлению «Новые приключения бандитов и мошенников». Обладатели офиса могут купить склад для автомобилей и заняться угоном (импорт) и перепродажей (экспорт) транспорта. На ограниченное время в игре появился снег и предметы новогодней тематики. | [ 85 ] [ 86 ]                                       |
| 13 декабря 2016                                                                         | Праздничный сюрприз 2016                            | Festive Surprise 2016                               | Дополнение к обновлению «Новые приключения бандитов и мошенников». Обладатели офиса могут купить склад для автомобилей и заняться угоном (импорт) и перепродажей (экспорт) транспорта. На ограниченное время в игре появился снег и предметы новогодней тематики. | [ 85 ] [ 86 ]                                       |
| 14 марта 2017                                                                           | Лихачи и трюкачи: особые гонки                      | Cunning Stunts: Special Vehicle Circuit             | Добавлены новые каскадёрские гонки. | [ 87 ] [ 88 ]                                       |
| 13 июня 2017                                                                            | Торговля оружием                                    | Gunrunning                                          | Появляется возможность приобретать подземные бункеры и превращать их в незаконные объекты для исследования, хранения, производства и продажи оружия. Покупка же подвижного командного пункта (ПКП) открывает доступ к новым заданиям. | [ 89 ] [ 90 ]                                       |
| 29 августа 2017                                                                         | Контрабандисты                                      | Smuggler’s Run                                      | Появляется возможность заняться контрабандным бизнесом, для которого нужно приобрести авиационный ангар. | [ 91 ] [ 92 ]                                       |
| 12 декабря 2017                                                                         | Ограбление «Судный день»                            | The Doomsday Heist                                  | Добавлено ограбление «Судного дня», рассчитанное на команду из 2—4 человек. Для начала ограбления будет необходимо приобрести секретную подземную базу. | [ 93 ] [ 94 ]                                       |
| 20 марта 2018                                                                           | Суперсерия Южного Сан-Андреаса                      | Southern San Andreas Super Sport Series             | Добавлены новые гоночные режимы. | [ 95 ] [ 96 ]                                       |
| 24 июля 2018                                                                            | Ночная жизнь                                        | After Hours                                         | Тони Принс из Grand Theft Auto: The Ballad of Gay Tony помогает организовать новый вид бизнеса — ночной клуб. В роли самих себя добавлены диджеи: Solomun, Tale Of Us, Dixon и The Black Madonna. | [ 97 ] [ 98 ]                                       |
| 11 декабря 2018                                                                         | Битва на арене                                      | Arena War                                           | Появляется возможность купить мастерскую на арене Maze Bank и принять участие в смертельных гонках. | [ 99 ] [ 100 ]                                      |
| 23 июля 2019                                                                            | Казино-отель Diamond                                | Diamond Casino & Resort                             | Открытие казино-отеля Diamond. Появляется возможность играть в азартные игры. Покупка пентхауса на крыше казино открывает доступ к новым сюжетным заданиям. | [ 101 ] [ 102 ]                                     |
| 12 декабря 2019                                                                         | Ограбление казино Diamond                           | The Diamond Casino Heist                            | Появляется возможность ограбить казино Diamond тремя разными подходами. В качестве прикрытия этого ограбления игрок должен приобрести новый вид бизнеса — зал игровых автоматов. | [ 103 ]                                             |
| 11 августа 2020                                                                         | Los Santos Summer Special                           | Los Santos Summer Special                           | Добавлены 15 новых автомобилей, задания для обладателей яхт Galaxy, новые трассы для гонок на болидах, новые варианты бизнес-схваток, новые противоборства и другое. | [ 104 ]                                             |
| 15 декабря 2020                                                                         | Ограбление Кайо-Перико                              | The Cayo Perico Heist                               | Добавлена новая локация в виде острова Кайо-Перико, на котором расположен особняк наркобарона, который можно ограбить в одиночку либо в команде. Добавлено порядка 250 новых музыкальных композиций, клуб Music Locker, а также новый транспорт, одежда и оружие. | [ 105 ] [ 106 ]                                     |
| 20 июля 2021                                                                            | Тюнинг в Лос-Сантосе                                | Los Santos Tuners                                   | Обновление на стритрейсерскую тематику. Появился новый бизнес — автомастерская, который открывает доступ к новым ограблениям, которые возможно выполнить и в одиночку. Также игрок получает возможность вступить в автоклуб, который открывает доступ к новым гонкам, тюнингу и одежде. Добавлены новые автомобили и новая музыка в виде 5 музыкальных флешек с мини-альбомами лейбла CircoLoco Records. | [ 107 ]                                             |
| 15 декабря 2021                                                                         | Контракт                                            | The Contract                                        | Новые задания с участием Франклина Клинтона и Dr. Dre. Новая радиостанция и обновлённый треклист для существующих, новый транспорт, оружие и другое. | [ 108 ]                                             |
| Первоначально вышедшие для PlayStation 4, Xbox One, PlayStation 5, Xbox Series X/S и ПК |                                                     |                                                     | |                                                     |
| 26 июля 2022                                                                            | Преступные организации                              | The Criminal Enterprises                            | Расширение бизнеса для владельцев офисов, байкеров, торговцев оружием и владельцев ночных клубов. Новая серия сюжетных заданий «Изъятие улик». Перебалансировка игрового процесса. Новый транспорт, новый тюнинг для некоторых старых автомобилей. | [ 109 ]                                             |
| 13 декабря 2022                                                                         | Нарковойны в Лос-Сантосе                            | Los Santos Drug Wars                                | Новые сюжетные задания и новый бизнес, связанный с передвижной нарколабораторией. Возможность работать в такси. Новые автомобили и одежда. Различные улучшения игрового процесса. | [ 110 ]                                             |
| 13 июня 2023                                                                            | Наёмники Сан-Андреаса                               | San Andreas Mercenaries                             | Новые задания, связанные с противостоянием частной военной компании «Мэрриуэзер». Расширение бизнеса для владельцев ангара. Новые транспортные средства, различные улучшения игрового процесса, изменения в редакторе дел. Противоборство «Нападение на Кайо-Перико». | [ 111 ]                                             |
| 12 декабря 2023                                                                         | Авторазборка                                        | The Chop Shop                                       | Новый бизнес в виде утилизационного цеха, связанный с угоном автомобилей. Серия сюжетных заданий «Налёт на Cluckin’ Bell». Возможность тюнинга некоторых автомобилей для дрифт-заездов. Добавление в игру животных для консолей PS5 и Xbox Series. Различные улучшения игрового процесса. Новые автомобили, одежда, татуировки и другое.                                                                 | [ 112 ] [ 113 ]                                     |
| 25 июня 2024                                                                            | Bottom Dollar: Охота за головами                    | Bottom Dollar Bounties                              | Агентство по поимке преступников и полицейские задания по охране порядка от Винсента. Обновление редактора. Различные улучшения игрового процесса. | [ 114 ]                                             |
| 10 декабря 2024                                                                         | Внештатные диверсанты                               | Agents of Sabotage                                  | Серия заданий на швейной фабрике, серия заданий Оскара Гусмана на аэродроме Маккензи. Новые задания по охране порядка. Новый транспорт и одежда. | [ 115 ]                                             |
| 17 июня 2025                                                                            | Бизнес под прикрытием                               | Money Fronts                                        | Новые бизнесы для покупки: автомойка, вертолётное турбюро, магазин марихуаны. Задания, связанные с отмыванием денег. Новый транспорт. Различные улучшения игрового процесса. | [ 116 ]                                             |